# Los fantasmas solitarios
Los fantasmas solitarios (Lonesome Ghosts en inglés) es una caricatura animada de Disney de 1937, lanzada a través de RKO Radio Pictures el 24 de diciembre de 1937, tres días después de Snow White and the Seven Dwarfs (1937). Fue dirigida por Burt Gillett y animada por Izzy Klein, Ed Love, Milt Kahl, Marvin Woodward, Bob Wickersham, Clyde Geronimi, Dick Huemer, Dick Williams, Art Babbitt y Rex Cox. El corto presenta a Mickey Mouse, el Pato Donald y Goofy como miembros de los Exterminadores de Fantasmas Ajax. Fue el corto número 98 de la serie de películas de Mickey Mouse que se estrenó y el noveno de ese año.

## Trama
Los exterminadores de fantasmas de Ajax, Mickey, Donald y Goofy, son contratados por teléfono para expulsar a cuatro fantasmas de una casa encantada que ha sido abandonada durante mucho tiempo. Sin embargo, sin que ellos lo supieran, fueron llamados por los propios fantasmas, que están aburridos porque nadie ha visitado la casa ya que habían estado rondando durante mucho tiempo (ya sea porque ninguno de los lugareños estaba asustado o los habían asustado a todos, como un fantasma dice: "¡Supongo que somos demasiado buenos!"). Desean jugar una mala pasada a los vivos, y lo hacen a través de una serie de ingeniosas y molestas bromas.
Llegan los exterminadores y llaman a la puerta principal, que se cae. Cuando se anuncian, no hay nadie para recibirlos. Mickey decide que deben ponerse a trabajar de todos modos. Al entrar, la puerta se levanta y los arroja adentro antes de volver a colocarse en su lugar, haciendo que una trampa para ratas se cierre en la nariz de Goofy. Después de escuchar la risa de los fantasmas, los tres se separaron para cazar a los fantasmas individualmente.
Se juega con los exterminadores en todo momento; un fantasma golpea a Mickey en la cabeza y mete los dedos en ambos cañones de su escopeta cuando intenta dispararle y explota. Mickey sube las escaleras e intenta abrir una puerta por la que desaparece el fantasma, que se cae y los fantasmas (formando una banda de música) salen de la puerta caída y entran en otra. Mickey abre la puerta, lo que hace que salga agua mientras los fantasmas navegan sobre tablas de surf. El último sale en una lancha a motor que da vueltas alrededor de Mickey hasta que éste y el agua desaparecen por completo. Donald, mientras tanto, es golpeado en la parte trasera con una tabla de madera y se asusta con el sonido de cadenas y platos golpeando. Golpea al fantasma, pero resurge y le echa agua en la cara. Goofy entra corriendo a un dormitorio al escuchar un fantasma golpeando una cuchara de madera en una sartén. Pronto se enreda en un tocador después de ver un fantasma en un espejo en lugar de su propio reflejo y apuñala su propio trasero con un alfiler, confundiendo sus pantalones azules con un fantasma y lo empujan al sótano.
Al final, los tres exterminadores chocan contra un poco de melaza y harina, haciéndolos parecer fantasmas y, en consecuencia, asustan a los fantasmas reales fuera de la casa en pánico. Los cazadores de fantasmas se alzan victoriosos, habiendo expulsado a los espíritus de la casa, aunque no saben exactamente cómo. Donald asume con aire de suficiencia que los fantasmas huyeron en capitulación ante sus tácticas superiores, llamándolos mariquitas y riéndose.

## Reparto de voces
- Mickey Mouse: Walt Disney
- Pato Donald: Clarence Nash
- Goofy: Pinto Colvig
- Los Fantasmas Solitarios: Billy Bletcher, Don Brodie, Jack Bergman y Harry Stanton[4]

## Lanzamientos
- 1937 – Estreno en cine
- 1954 – Disneyland, episodio #1.1: "The Disneyland Story" (TV)
- 1963 - relanzamiento teatral con The Sword in the Stone
- 1968 – "Walt Disney's Wonderful World of Color", episodio #15.11: "The Mickey Mouse Anniversary Show" (TV)
- 1972 – "The Mouse Factory", Episodio #5: "Spooks and Magic" (TV)
- 1977 - The Wonderful World of Disney Episodio #5: "Spooks and Magic" (TV)
- 1983 – "Good Morning, Mickey!", Episodio #79 (TV)
- 1983 – "A Disney Halloween" (TV)
- 1997 – "The Ink and Paint Club", Episodio #22: "Classic Mickey" (TV)
- 1998 – The Ink and Paint Club, Episodio #55: "Oooh! Scary!" (TV)
- 2009 - Have a Laugh!, Episodio#1 (TV)
- 2010 - 13 Nights of Halloween

## Home media
El corto fue lanzado el 4 de diciembre de 2001 en Walt Disney Treasures: Mickey Mouse in Living Color.
Los lanzamientos adicionales incluyen:
- 1982 – Extra en "The Legend of Sleepy Hollow" (VHS)
- 1989 - Cartoon Classics: Halloween Haunts (VHS)
- 2000 - Extra en "The Adventures of Ichabod and Mr. Toad" (DVD)
- 2002 - Mickey's House of Villains (DVD)
- 2009 - Have a Laugh! Volumen uno (DVD)
- 2019 - Lanzamiento de Disney+